# Luuanda
Luuanda – wydany w 1964 roku zbiór opowiadań autorstwa Joségo Luandino Vieiry, angolskiego pisarza pochodzenia portugalskiego; klasyk literatury angolskiej.
Została napisana w ukryciu, w portugalskim obozie koncentracyjnym w Tarrafal, gdzie jej autor odbywał karę 14 lat więzienia za działalność w MPLA (Ludowym Ruchu Wyzwolenia Angoli). Przemycona za mury obozu kawałek po kawałku przez żonę pisarza, w pieluszkach ich kilkuletniego syna, została po raz pierwszy wydana w roku 1964.
Luuanda zdobyła uznanie między innymi z powodu rewolucyjnego języka – mieszanki portugalskiego oraz kimbundu – którym autor często się bawi i przeprowadza na nim śmiałe eksperymenty. Taki język miał odzwierciedlić różnice kulturowe pomiędzy Portugalią a Angolą i uzasadnić walkę o niepodległość kraju. W trzech opowiadaniach, które wchodzą w skład książki, pojawiają się również bohaterowie wcześniej rzadko spotykani w literaturze angolskiej – mieszkańcy musseques, ubogich dzielnic Luandy, których codzienne zmagania są świadectwem wadliwego funkcjonowania systemu kolonialnego.
Władze portugalskie nie od razu wychwyciły głęboki przekaz polityczny Luuandy, czego dowodem jest przyznanie jej w 1965 r. Nagrody literackiej D. Maria José Abrantes Mota Veiga. Jednak już rok późniejsza decyzja Związku Pisarzy Portugalskich o przyznaniu książce nagrody Camilo Castelo Branco spotkała się z brutalną reakcją dyktatury Salazara – członkowie jury konkursu zostali aresztowani, siedziba Związku zdemolowana a on sam rozwiązany.
Książkę przetłumaczono między innymi na język angielski, francuski, niemiecki, włoski i czeski.
W 2014 roku cały zbiór ukazał się w polskim przekładzie Doroty Woickiej i Zuzanny Jakubowskiej pt. Luuanda. Historie z Angoli (ISBN 978-83-7901-037-0). Wcześniej, trzecie opowiadanie wchodzące w skład książki Vieiry zostało przetłumaczone przez Krystynę i Wojciecha Chabasińskich jako „Opowiastka o kurze i jajku” i opublikowane w zbiorze pt. Opowiadania portugalskie XIX i XX w., w serii Literatura Iberyjska Wydawnictwa Literackiego w Krakowie w 1978 roku (ss. 362-384).